# برنهارد بترمان
برنهارد بترمان (زاده ۶ فوریه ۱۹۶۵) در پاریس ، یک بازیگر اهل آلمان است.
بترمن در آکادمی درام در زوریخ تحصیل کرده‌است و از اوایل ۱۹۹۰ به‌طور منظم ایفای نقش نموده و در فیلم‌ها و تولیدات تلویزیونی مختلف در تلویزیون آلمان و سوئیس ستاره‌دار شد. اولین بازی او در فیلم «همه» در سال ۱۹۸۹ است.
تا جایی که پاهایم توان رفتن دارد از جمله فیلم‌های موفق اوست.